# アルフレッド・エイヤー
サー・アルフレッド・ジュールズ・エイヤー（Sir Alfred Jules Ayer、姓はエアとも、1910年10月29日 - 1989年6月27日）は、イギリスの哲学者で、論理実証主義の代表者、イギリスへの紹介者として知られている。一般には、A.J.Ayerという呼称が使われる。親しい友人たちからは、「フレディ」（Freddie）と呼ばれる。著書では『言語・真理・論理』（1936年）と『知識の問題』（1956年）が特に著名。

## 生涯
エイヤーは、イートンカレッジで人文科学の教育を受けた。第二次世界大戦の間、イギリス軍に徴兵され、秘密情報部で働いた。1946年から1959年までユニヴァーシティ・カレッジ・ロンドン「心と論理学」グロート教授職に在職、その後はオックスフォード大学の論理学の教授職に移った。1970年にナイトに叙勲されている。またディー・ウェルズ、バネッサ・ローソン（旧姓、サーモン）らと、生涯に4度の結婚をしている。
エイヤーは、無神論者を以って自ら任じている。エイヤーによれば、宗教的な言語は文学的な戯言と一緒で証明できないから、というのである。結局、「神はいない」という言葉すら、エイヤーにとっては、「神は存在する」というのと同様に無意味で、形而上学的ということになったのである。エイヤーは、「神は存在しない」という宣言に賛意を与えはしなかったが、神の存在という信念に同意を与えるのを保留したということにおいて、無神論者だったのである。「神」の表れを証明不可能な仮説に過ぎないと信ずる人物の立場の取り方は、時折奇妙な有神論（igtheism）として言及されることもある。igtheismという変わった表現は、ポール・クルツの"The New Skepticism: Inquiry and Reliable Knowledge", ISBN 0879757663 のp194で定義が示され、これはバートランド・ラッセルが、イエズス会の学者フレデリック・コプルストンと宗教の話題について議論をした際に注記の中で用いられている。なおアイザイア・バーリンの友人でもあった。
エイヤーは、イギリスの世俗の人文主義（secular humanism）の運動と密接なかかわりを持っていた。彼は、1947年からその死に至るまで合理主義者出版連盟（Rationalist Press Association）の名誉会員でもあった。1965年、不可知論採用協会（the Agnostics' Adoption Society ）の初代総裁に就任している。その同じ年、ジュリアン・ハクスリーがイギリス人文主義者連盟（British Humanist Association）の初代総裁に就任し、1970年までその地位に留まった。1968年、エイヤーは人文主義の意味についてのエッセイを集めて、"The Humanist Outlook"（人文主義者の素顔）と題して刊行している。
エイヤーは1989年の死の寸前、尋常ではない臨死体験をした後にメディアの取材を受けた。理由はこの経験が生涯にわたり有名な宗教的懐疑主義からの離反の一歩ではないのかと、誤って解釈されることを避けるためである。エイヤー自身は、その経験について「死が私という存在の終わりを意味することになるだろうという私の信念を揺さぶるものだった、最も私はそれが終わりであることを希望し続けるつもりだが」と語っている。

### エピソード
エイヤー自身は派手な交際関係で有名で、女たらし（womanizer）でもあり、エイヤーは再三再四、ロンドンのクラブに出没しダンスやお喋りを楽しむのが常であった。アメリカでも度々客員講義を行った。晩年となった1987年秋にニューヨーク州・バード大学で客員教授として訪米、エイヤーは当時77歳だった。
ファッションデザイナーのフェルナンド・サンチェスが開いたパーティーで、ナオミ・キャンベルに、ネチネチと性的な嫌がらせをしている21歳のマイク・タイソンに出会った。エイヤーが、タイソンにその言動を止めるように言った所、タイソンは「俺に説教を垂れようというお前は何者だ? 俺はヘビー級の世界チャンピオンだぞ」とからみ、エイヤーは「私は、前ウェイクハム論理学教授だ。我々は、2人ともそれぞれの分野の世界的著名人なんだぞ。私は、こういうことについては話の分かる人間らしく語り合った方がいいと思うんだがね。」と答えた。エイヤーとタイソンはパーティー・トークを始め、ナオミ・キャンベルはその間に場を離れた。

## 業績
エイヤーの業績としておそらく最もよく知られているものは、とりわけ『言語・真理・論理』（1936年）で示された意味の検証原理である。この原理は、いわゆるウィーン学団の議論の核心である。エイヤーは若い客人としてウィーン学団に滞在しており、学団を率いたモーリッツ・シュリックは、既にその問題を自分自身の論文で発表していた。エイヤー自身はこの原理を次のように定式化している。「ある文が検証可能な経験的内容を持っている場合のみ、その文は有意味になりうる。それ以外、つまり文の内容が同語反復であったり形而上学的な場合は、その文は分析的である（いわば無意味、すなわち「文字通り意味を欠いている」）」。彼はこの本を23歳の時に書き始め、26歳の時に出版した。エイヤーの哲学的なアイディアは、ウィーン学団とデイヴィッド・ヒュームから強く影響を受けている。彼はこの原理を明晰で鮮やかに、しかも論争的に提起したため、『言語・真理・論理』は論理的経験論の中心学説についての必須文献となっている。この本は20世紀の分析哲学の古典とみなされ、世界中の哲学講座で広く読まれている。またこの著作においてエイヤーは、意識をもつ人間と意識を持たない機械の区別を「異なったタイプの知覚的な振る舞い」の区別へと解消することを提唱している。この議論は1950年に出版されたチューリング・テスト、すなわち知性（意識）を示すための機械の能力テストの先駆けである。
1972年から73年にかけ、エイヤーはセント・アンドルーズ大学でギフォード講義を行った。この講義は後に『哲学の主要問題』として出版された。彼は序文で、創立者のギフォード卿が「最も広い意味での『自然神学』」の発展を望んだことと、もし講演者が「誠実な人間であり、真の思想家であり、真理を誠実に愛し心から探求する者」でありうるなら無信仰者であっても講義が許されることを根拠にして、講演者になるという、自らの選択を弁護している。
ここでも彼は、自分が論理実証主義者と共有した観点にしたがい、次のことを主張した。つまり、伝統的に「哲学」と呼ばれているものの大半は――形而上学、神学、そして美学も含めて――その真偽を判断しうるものではないこと、そしてこれらを議論することは無意味だということである。
『人格の概念とその他のエッセイ』（1963年）において、エイヤーはウィトゲンシュタインの私的言語論を激しく批判した。
『経験的知識の基礎』（1940年）におけるエイヤーのセンス・データ理論は、オックスフォードの同僚でもあったジョン・L・オースティンによる1950年代の日常言語哲学の記念碑的な著作『センスとセンシビリア』において批判された。エイヤーはこれに対し、『形而上学と常識』（1969年）に所収の「オースティンはセンス・データ理論を論駁したか？」という論文で反論している。
エイヤーはバートランド・ラッセルについて『ラッセルとムーア:分析哲学の遺産』（1971年）と『ラッセル』（1972年）という二つの著作を書いている。彼はまた、デイヴィッド・ヒュームの哲学の入門書やヴォルテールの伝記を著している。
エイヤーは、18世紀の啓蒙時代におけるフランスの哲学者ヴォルテールを非常に敬愛していたことで知られている。それは常に、何をも恐れず理性的に学問を試みたヴォルテールの知的誠実さに対しての敬愛であり、エイヤーの著作『ヴォルテール』の序文の言葉には「彼の精神的勇気への私の感嘆の念」と表現されている。しかし20世紀の現代において、ヴォルテールの認知度は衰えずとも、ヴォルテールはその膨大な数の著作や思想の深さにもかかわらず、哲学をはじめとする学問の世界ではあまり読まれることも研究されることもないという状況があって、エイヤーはそうした状況を改善しようと努力し、『ヴォルテール』という一冊の評伝を完成させている。

## 著作
- 1936, Language, Truth, and Logic, London: Gollancz. (2nd. Edition, 1946.)
  - 『言語・真理・論理』 吉田夏彦訳、岩波書店「岩波現代叢書」、1955年（単行新版1986年、1997年）／ちくま学芸文庫、2022年（青山拓央解説）
- 1940, The Foundations of Empirical Knowledge, London: Macmillan.
  - 『経験的知識の基礎』 神野慧一郎、中才敏郎、中谷隆雄訳、勁草書房、1991年
- 1954, Philosophical Essays, London: Macmillan. (Essays on freedom, phenomenalism, basic propositions, utilitarianism, other minds, the past, ontology.)
- 1957, The conception of probability as a logical relation, in S. Korner, ed., Observation and Interpretation in the Philosophy of Physics, New York, N.Y.: Dover Publications.
- 1956, The Problem of Knowledge, London: Macmillan.
  - 『知識の哲学』 神野慧一郎訳、白水社「白水叢書」、1981年
- 1963, The Concept of a Person and other Essays, London: Macmillan. (Essays on truth, privacy and private languages, laws of nature, the concept of a person, probability.)
- 1967, Has Austin Refuted the Sense-Data Theory? Synthese vol. Xviii, pp. 117-40. (Reprinted in Ayer 1969).
- 1968, The Origins of Pragmatism, London: Macmillan.
- 1969, Metaphysics and Common Sense, London: Macmillan. (Essays on knowledge, man as a subject for science, chance, philosophy and politics, existentialism, metaphysics, and a reply to Austin on sense-data theory.)
- 1971, Russell and Moore: The Analytical Heritage, London: Macmillan.
- 1972a, Probability and Evidence, London: Macmillan.
- 1972b, Bertrand Russell, London: Fontana.
  - 『ラッセル』 吉田夏彦訳、岩波書店「岩波現代選書」、1980年
- 1973, The Central Questions of Philosophy, London: Weidenfeld.
  - 『哲学の中心問題』 竹尾治一郎訳、法政大学出版局「りぶらりあ選書」、1976年
- 1977, Part of My Life, London: Collins.
- 1979, Replies, in G. Macdonald, ed., Perception and Identity, London: Macmillan.
- 1980, Hume, Oxford: Oxford University Press
  - 『ヒューム』 篠原久訳、日本経済評論社、1994年
- 1982, Philosophy in the Twentieth Century, London: Weidenfeld.
- 1984, More of My Life, London: Collins.
- 1984, Freedom and Morality and Other Essays, Oxford: Clarendon Press.
- 1986, Ludwig Wittgenstein, London: Penguin.
  - 『ウィトゲンシュタイン』 信原幸弘訳、みすず書房、1988年、新版2005年
- 1986, Voltaire, London: Random House
  - 『ヴォルテール』 中川信、吉岡真弓訳、法政大学出版局「叢書・ウニベルシタス」、1991年
- 1988, Thomas Paine, London: Martin Secker & Warburg
  - 『トマス・ペイン―社会思想家の生涯』 大熊昭信訳、法政大学出版局「叢書・ウニベルシタス」、1990年
- 1990, The Meaning of Life and Other Essays, London: Weidenfeld & Nicolson